# René Haselbacher
René Haselbacher (født 15. september 1977) er en tidligere østrigsk professionel cykelrytter, som bl.a. har cyklet for det professionelle cykelhold Astana Cycling Team.